# Ida (keresztnév)
A Ida germán eredetű női név, jelentése: tevékeny, serény valamint az Ida-, Idu- kezdetű, többnyire már nem használt nevek rövidülése is.

## Gyakorisága
Az 1990-es években igen ritka név, a 2000-es években nem szerepel a 100 leggyakoribb női név között.

## Névnapok
- március 13.[2]
- április 13.[2]
- május 6.[2]
- szeptember 4.[2]
- szeptember 6.[2]
- november 3.[2]

## Híres Idák
- Ida Aalberg finn színésznő
- Bobula Ida sumerológus
- Ferenczy Ida, az "erkélyes hölgy"
- Fröhlich Ida történész, egyetemi tanár
- Gaál Ida művészettörténész, néprajzkutató, muzeológus.
- Makay Ida költő
- Ida Maria norvég énekesnő
- Láng Ida regényíró, publicista, költő
- PMO 214,214 (Ida) A Darwinius masillae típuspéldánya
- Solymos Ida költő, műfordító
- Szent Ida költő
- Turay Ida színésznő
- Urr Ida költő, orvos
- Gáspár Ida